# 星が原あおまんじゅうの森
『星が原あおまんじゅうの森』（ほしがはらあおまんじゅうのもり）は岩岡ヒサエによるファンタジー漫画。『ネムキ』（朝日新聞出版）にて連載されていた。単行本全5巻。
平成22年度（第14回）文化庁メディア芸術祭最終選考候補作品。

## あらすじ
星が原1丁目29、そこには古びた塀に囲まれたこんもりと緑をたたえる雑木林があった。
子供達の間では神様の森だとか、おばけの森だとかいう噂が絶えなかった―
その風のよく通る森の奥には一軒の家があり、謎の青年「蒼一」とかわいらしい精霊たちが住んでいた。彼らが織り成す、やさしくも悲しい不思議な物語。

## 登場人物
蒼一
主人公。あおまんじゅうの森に住む青年。精霊に良い行いをすると貰える、スタンプを集めている。
鈴
スズランの精霊。
キイ（本名：キイロ）
鶏の精霊。飼い主から捨てられて、蒼一の家に迷い込んだ。犬のおかあさんを探している。
モモカ
百科事典の精霊。物知りで色々な物に姿を変えられる能力を持つ。

## 所収
岩岡ヒサエ『星が原あおまんじゅうの森』 朝日新聞出版〈眠れぬ夜の奇妙な話コミックス〉
- 2009年12月、第1巻発行。ISBN 9784022131508
- 2011年7月、第2巻発行。 ISBN 9784022131652
- 2012年10月、第3巻発行。ISBN 978-4022131829
- 2014年7月、第4巻発行。 ISBN 978-4022141521
- 2015年7月、第5巻発行。 ISBN 978-4022141781